# Autoroute Tōmei
L'autoroute Tōmei (東名高速道路, Tōmei Kōsoku Dōro) est une autoroute située sur l'île d'Honshū au Japon.

## Nom
Ainsi composés, ces kanjis se prononcent Tōmei (東名, tōmei).

## Histoire
Ouverte en 1968, son nom est un acronyme entre deux kanjis, le premier étant celui de Tōkyō (東京, tōkyō) et l'autre celui de Nagoya (名古屋, nagoya), qui sont les deux aires urbaines majeures reliées par l'autoroute.
En 2016, l'autoroute passe de trois voies à deux voies.

## Caractéristiques
Longue de 346,8 km, elle fait également partie de la route AH1. Elle est exploitée par la société Central Nippon Expressway Company Limited (NEXCO-Central).
Elle porte l'indicatif E1.